# Kafrsajna
Kafrsajna (tiếng Ả Rập: كفرسجنة) là một thị trấn Syria nằm ở Hish Nahiyah thuộc huyện Maarrat al-Nu'man, Idlib. Theo Cục Thống kê Trung ương Syria (CBS), Kafrsajna có dân số 8935 trong cuộc điều tra dân số năm 2004.